# 鈴木雅子 (栄養学者)
鈴木 雅子（すずき まさこ、1939年(昭和14年) - ）は、日本の栄養学者、福山平成大学客員教授。
満洲生まれ、広島県出身。1967年西ドイツ・ルブレヒト・カール大学（ハイデルベルク大学）医学部研究生修了、72年岡山大学医学博士。73年岡山大学医学部専攻生修了、74年福山市立女子短期大学助教授、77年教授。2004年福山平成大学客員教授。日本食育協会理事。2000年日本文化振興会から社会文化功労賞を授与された。

## 著書
- 『成人病をふせぐ食生活 健康づくりの基礎知識』三陽書房、1982
- 『思いちがいの食生活 子どもから大人までの健康づくり』家の光協会、1985
- 『子どもは何を食べればよいか』山陽新聞社、1986
- 『40からの女の生き方 心と体と暮らし』海南書房、1986
- 『食事が子どもを変える』家の光協会、1986
- 『お母さんの手料理で小児成人病を退治する 子どもを突然死から救うために』実業之日本社 実日新書、1988
- 『危ない食生活にさようなら』家の光協会、1989
- 『みんな元気になあれ お母さんのためのやさしい食事学』企画室、1990
- 『食べ物で育てる「頭のよい子・元気な子」 子どもの脳と栄養のはなし』企画室　1992
- 『子どもは食べ物でこんなに変わる 体によい食べ方を教えていますか』企画室、1996
- 『その食事ではキレる子になる 心と脳はこんなに食べ物に影響される』河出書房新社 Kawade夢新書、1998
- 『キレない子に育てる食事メニュー』河出書房新社 Kawade夢新書、2000
- 『ココロとカラダを育てる食事 子どもとはじめる食育』フレーベル館、2000
- 『子どもを変える食事学 賢い脳と健やかな心を育てるために』家の光協会、2003
- 『子どもは和食で育てなさい 心と体を元気にする食育のススメ』カンゼン、2005
- 『和食朝ごはんをつくってみよう 合い言葉は!早おき・早ね、朝ごはん』ほるぷ出版、2008